# Тритузна (станція)
Триту́зна — вантажна залізнична станція Дніпровської дирекції Придніпровської залізниці на лінії Романкове — Тритузна між станціями Правда (6 км) та Кам'янського (6 км). Розташована на півночі міста Кам'янського Дніпропетровської області (Заводський район, місцевості Піски та Нові Плани, на правому березі річки Дніпро, поруч з підприємством «Дніпровський металургійний комбінат»).

## Історія
Станція Тритузна відкрита у 1884 році. У другій половині 1920-х років побудована залізнична лінія Сухачівка — Правда (відкрита 1930 року), яка стала другою сполучною ланкою міської промислової зони з магістральною залізницею.
У післявоєнний час колишню Кам'янську гілку подовжили до нової великої станції Дніпродзержинськ (нині — вантажна станція Кам'янське), яка була відкрита у 1953 році.
У 1960-ті роки від цієї станції пролягла нова лінія через греблю на лівий берег і далі до станції Самар-Дніпровський, яка отримала вихід також і до станції Воскобійня на головній магістралі Верхівцеве — Дніпро-Головний. Усі ці лінії були електрифіковані постійним струмом (=3 кВ), на яких зведені високі платформи для приміських поїздів (наразі рух приміських електропоїздів припинено)[неавторитетне джерело].